# انقلاب‌های ۱۸۳۰

آزادی هدایتگر مردم از اوژن دولاکروا، اندر انقلاب ژوئیه فرانسه

انقلاب‌های ۱۸۳۰ (انگلیسی: Revolutions of 1830) موجی انقلابی در اروپا بود که به سال ۱۸۳۰ اتفاق افتاد. این موج شامل دو انقلاب ملی‌گرای بود؛ انقلاب بلژیک در پادشاهی متحد هلند و انقلاب ژوئیه در پادشاهی فرانسه. علاوه بر این دو، انقلاب‌هایی در لهستان، دولت‌های شبه‌جزیره ایتالیا، پرتغال و سوئیس نیز رخ داد. ۱۸ سال بعد موج انقلابی قدرتمندتری موسوم به انقلاب‌های ۱۸۴۸ اتفاق افتاد.